# Cracovia (fotbal)
Cracovia (celým názvem Miejski Klub Sportowy Cracovia) je polský fotbalový klub z Krakova, který byl založen 13. června 1906. Klub hraje Ekstraklasu, nejvyšší polskou fotbalovou soutěž. Klubové barvy jsou červená a bílá. Cracovia vyhrála pětkrát 1. polskou ligu, a to v letech 1921, 1930, 1932, 1937 a 1948.

## Úspěchy
- Mistr polské 1. ligy – 5× (1921, 1930, 1932, 1937, 1948).

## Stadion

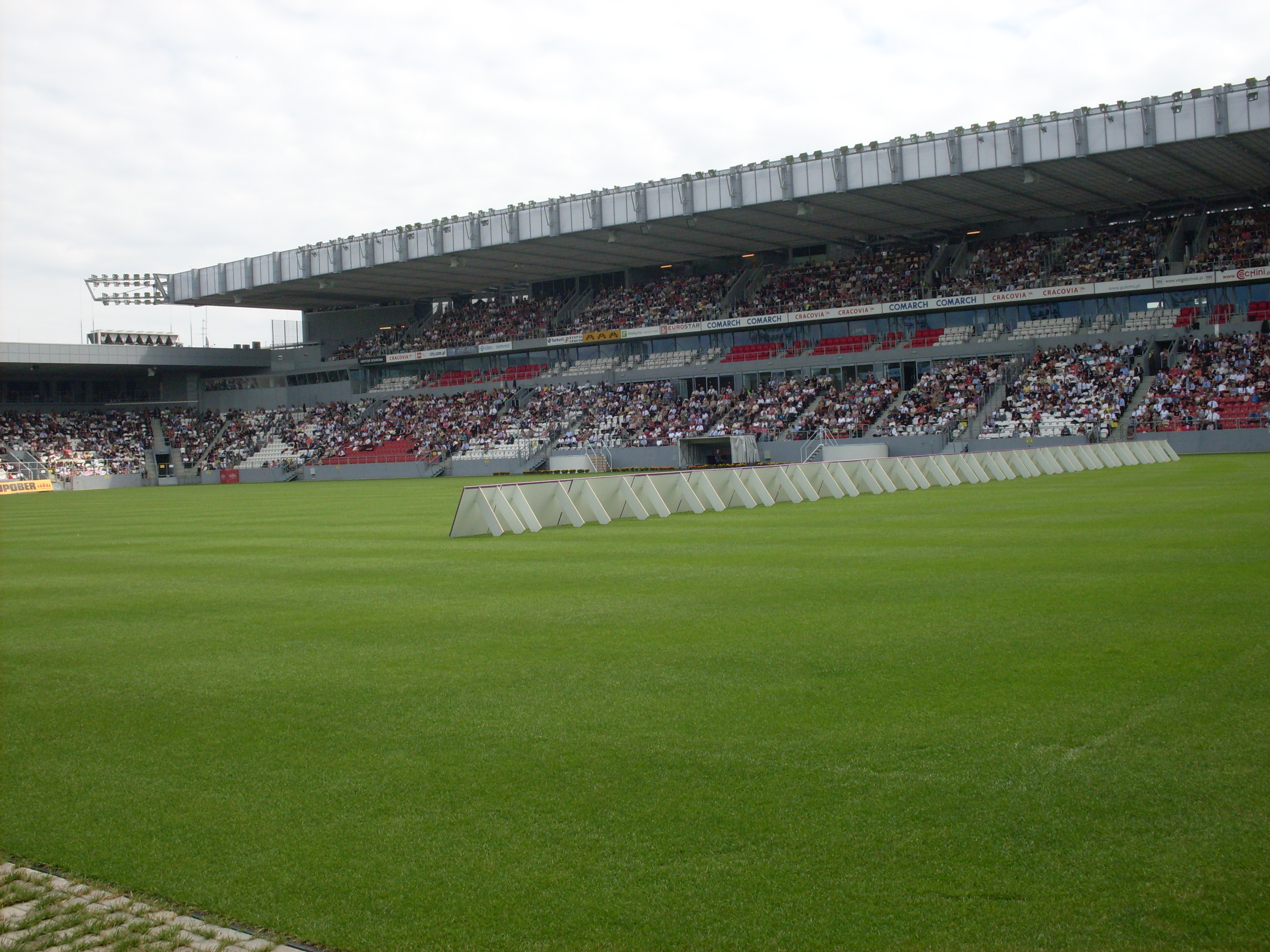
Stadion Cracovie

## Známí hráči

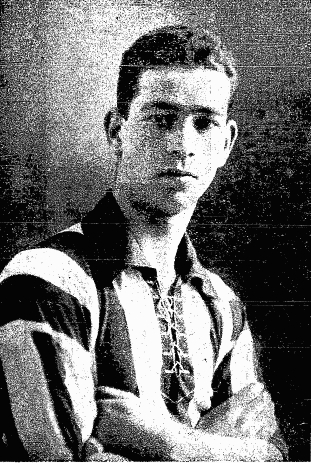
Ludwik Gintel

- Vladimir Boljević
- Ludwik Gintel
- Wilhelm Góra
- Wilhelm Halpern
- Erik Jendrišek
- Mateusz Klich
- Saïdi Ntibazonkiza
- Deniss Rakels
- Tomasz Rząsa
- Leon Sperling
- Kazimierz Węgrzyn
- Łukasz Zejdler